# Об'єкт 483
Об'єкт 483 — радянський дослідний вогнеметний танк. Розроблений у 1959 році у ХКБМ. Серійно не вироблявся.

## Історія створення
Роботи зі створення вогнеметного танка були розпочаті в 1959 році. Розробка велася в спеціальному конструкторському бюро Заводу імені Малишева. Керував проєктом Морозов О. О.. Дослідний зразок був готовий у 1959—1960 році. Випробування зразка проходило у 1961 ріку на полігоні НДІБТ.

## Опис конструкції
Замість гармати у башті Об'єкта 483 було встановлено Вогнемет АТО-250, тому потреба в заряджувальному була відсутня. Екіпаж було скорочено до трьох осіб.

### Броньовий корпус та башта

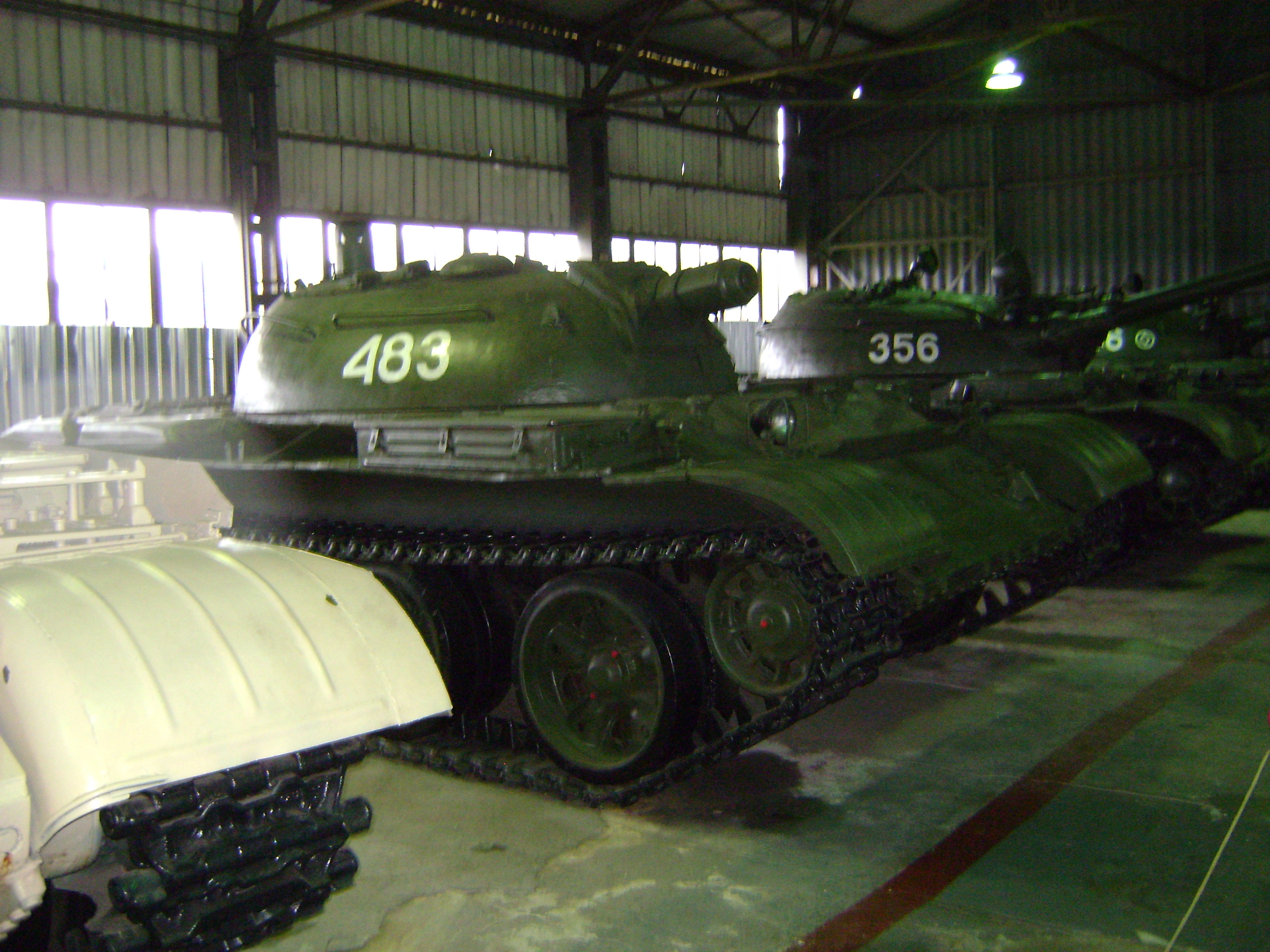

Так як спарений з гарматою кулемет танка Т-54 у конструкції Об'єкта 483 був відсутній, амбразура для спареного кулемета була заварена. Для охолодження газової камери огнемета в кормі башти був приварений циліндричний патрубок, до якого була приварена вертикальна труба з вентилятором.
У башті на цапфах замість гармати і спареного з нею кулемета був встановлений огнемет ОМ-250. Праворуч від вогнемету а на амортизаторах кріпився бак з вогнесумішшю, об'ємом 1600 літрів. Через правий люк даху башти здійснювалася заправка, а також проводився огляд бака з вогнесумішшю.

### Озброєння

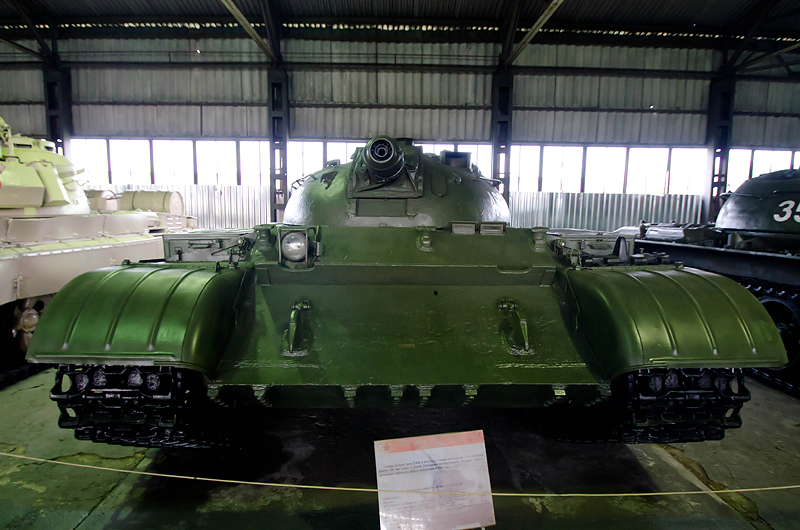

Як основне озброєння використовувався огнемет порохового типу ОМ-250. Об'єму бака з вогнесумішшю вистачало приблизно на 14 пострілів. Максимальна дальність складала 270 метрів. Конструкція вогнемета дозволяла викидати вогнесуміш зі швидкістю до 100 м/с. Об'єм одного вогневого пострілу був максимальний для струменевих вогнеметів і становив 100 літрів. Стрілянина з вогнемета могла вестися як одиночними пострілами, так і чергою. Основними марками використовуваних вогнесумішей були СКС-15 і ББУ.
Як додаткове озброєння використовувався танковий варіант 7,62-мм кулемета Горюнова. Боєкомплект становив 1750 патронів.
На стадії проектування опрацьовувалась можливість встановлення додаткового спареного кулемета, а також двох 57-мм авіаційних установок з можливістю стрільби активно-реактивними снарядами, але через недоцільність від такого варіанту згодом відмовилися.

## Збережені екземпляри
На сьогоднішній день єдиний екземпляр знаходиться в Бронетанковому музеї в місті Кубінка.

## Оцінка машини
Основним недоліком Об'єкта 483 була відсутність гармати, що сильно обмежувало його застосування. Через наявність у ймовірного противника піхотних протитанкових засобів, застосування вогнемета з дальністю вогнеметання 200-250 метрів було неефективним.
В результаті перерахованих вище та інших недоліків, Об'єкт 483 не був прийнятий на озброєння, а в 1962 ріку всі роботи за цим проектом були припинені.